# Antonella Ponziani
Antonella Ponziani (* 29. Februar 1964 in Rom) ist eine italienische Schauspielerin und Filmregisseurin.

## Leben
Ponziani begann im Alter von 15 Jahren mit Schauspielunterricht. Von Federico Fellini entdeckt, spielte sie zunächst Nebenrollen, bis sie in Pasquale Pozzesseres Verso Sud in der Rolle der zerstreuten Maria überzeugen konnte und dafür mit dem David di Donatello und dem Nastro d’Argento ausgezeichnet wurde. Neben interessanten Filmrollen war sie in der Folgezeit auch in zeitgenössischen Stücken („Crack“, „Non andare a Modena a comprare un vecchio sassofono“, „Swing e Whisky“) auf der Bühne zu sehen. Nach zwei Kurzfilmen stellte L'ultimo mundial 1999 ihr Regiedebüt dar. Im neuen Jahrtausend verfolgte sie zunächst ihre Fernsehkarriere (u. a. in der von 2001 bis 2003 produzierten Serie Il bello delle donne) und trat ab 2009 nach Jahren, in denen sie sich rar machte, wieder mehrfach in (Kurz)filmen auf.

## Filmografie (Auswahl)
- 1985: La bonne
- 1987: Fellinis Intervista (Intervista)
- 1989: Sehnsucht nach Rock (Voglia di rock)
- 1992: Ein anderes Leben (Un’altra vita)
- 1996: Der kleine Lord (Il piccolo lord) (Fernsehfilm)
- 1999: L’ultimo mundial
- 2000: Der kleine Lord – Retter in der Not (Il ritorno del piccolo lord)
- 2004: Der Venedig Code (Tempestà)
- 2010: La scuola è finita
- 2018: Der Kommissar und die Alpen (Rocco Schiavone, Fernsehserie, 2 Folgen)